# Małgorzata Wyszyńska
Małgorzata Wyszyńska (ur. 14 maja 1971 w Poznaniu) – polska dziennikarka radiowa i telewizyjna.

## Kariera zawodowa
Ma młodszą o cztery lata siostrę, Magdalenę. Gdy miała 13 lat, zmarł jej ojciec, dlatego wychowywała się tylko z matką. Absolwentka Akademii Ekonomicznej w Poznaniu.
Pracę w telewizji rozpoczęła w 1997 w TVP Poznań, gdzie prezentowała prognozę pogody, a później program informacyjny Teleskop. Na główną antenę Telewizji Polskiej trafiła 13 stycznia 1999, debiutując w roli prezenterki pogody po Wiadomościach. Od 24 kwietnia 1999 do 30 września 2006 prowadziła Teleexpress. Przez dwa lata była też prezenterką oprawy anteny TVP1. Ponad dwa lata prowadziła program publicystyczny Bezpieczna Jedynka w TVP1 i magazyn Teraz Polonia w TVP Polonia. Od września 2004 do września 2006 była prezenterką porannego programu Kawa czy herbata?. W wakacje 2005 była jedną z prowadzących program Lato z Jedynką. W 2006 współprowadziła koncert Superjedynek podczas 43. Krajowym Festiwalu Polskiej Piosenki w Opolu. Relacjonowała także wizytę Benedykta XVI w Polsce w 2006. W październiku 2006 zaczęła prowadzić autorski program Wolna sobota w radiu Vox FM. Razem z Piotrem Kraśką była gospodynią wieczoru wyborczego w 2007. W latach 2006–2010 prowadziła główne wydanie Wiadomości. W październiku 2010 została szefową redakcji, jednak już 18 listopada 2011 złożyła rezygnację z kierowania zespołem Wiadomości. W 2013 prowadziła w Radiu Plus audycję publicystyczną Pytam wprost oraz została dziennikarką tygodnika „Wprost”.

## Życie prywatne
Od 1999 jest związana z dziennikarzem Arturem Michniewiczem.

## Nagrody i nominacje
- 2008 – nominacja do TeleKamery w kategorii Informacje.
- 2008 – nominacja do Wiktorów w kategorii "prezenter"

## Filmografia
- Oficer (2004–2005) jako dziennikarka telewizyjna.
- Bulionerzy (2004–2006) jako ona sama.